# Koningsbosch
Koningsbosch (Limburgs: De Boesj) is een middelgroot kerkdorp in de Nederlands-Limburgse gemeente Echt-Susteren, vlak aan de Duitse grens met ongeveer 1.640 inwoners. Het ligt in de uiterste zuidoostelijke hoek van Midden-Limburg in een inham omringd door Duitsland. Het gebied rondom de plaats is gemengd landelijk en bosrijk.

## Etymologie
Het dorp Koningsbosch ontwikkelde zich in de tweede helft van de 19e eeuw aan en nabij een wegkruising, nadat de woeste gronden in de omgeving ontgonnen werden. 

## Kenmerken

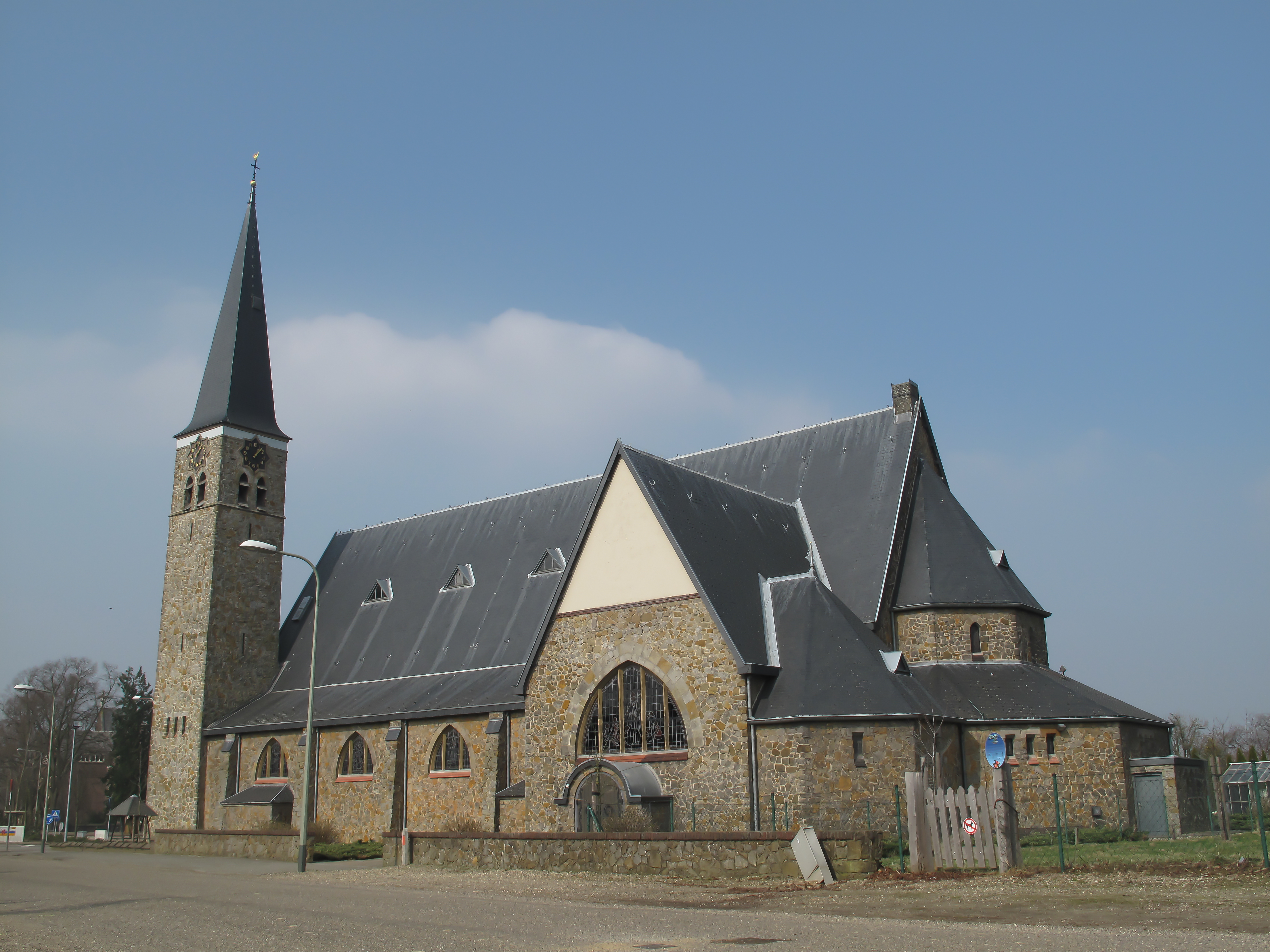
Koningsbosch, kerk

Koningsbosch is een lintvormig dorp langs de voormalige Romeinse heirbaan en huidige provinciale wegen N274 (Brunssum – Posterholt) en N572 (richting Echt).

## Bezienswaardigheden
- Onze-Lieve-Vrouw Onbevlekt Ontvangenkerk van 1926.
- Klooster van de Liefdezusters van het Kostbaar Bloed, aan Kerkstraat 119. Aan het complex werd gebouwd van 1873-1912. Achter het klooster staat de Lourdesgrot.
- Onze-Lieve-Vrouw-van-Altijddurende-Bijstandkapel in de buurtschap Spaanshuisken
- De Mariakapel is een eenvoudige bakstenen wegkapel van 1860, aan de Molenweg, gerestaureerd in 1950. Bevatte een 17e-eeuws Mariabeeld dat door een nieuw beeld werd vervangen. Op voorspraak van Maria zouden hier meerdere mensen genezen zijn, zodat de kapel ook wel: Kapel van de Genezing wordt genoemd.
- De Mariakapel is een eenvoudige bakstenen wegkapel aan de Pastoorsweg.

Zie ook
- Lijst van rijksmonumenten in Koningsbosch

## Natuur en landschap
Koningsbosch ligt in een uithoek van Nederland, op een hoogte van 65 meter op de Geilenkirchener Lehmplatte, in een gebied met weinig kernen. Het ligt als een wig in Duitsland. Het is een relatief hooggelegen ontginningsgebied met landbouw en kleine percelen naaldbos. In het noordwesten ligt een natuurgebied van enige omvang: Het Haeselaar, Bos en Broek en De Kuyper. Daar ligt ook de kalkzandsteenfabriek Xella De Hazelaer, met uitgestrekte zandgroeven.
In de bodem bij Koningsbosch bevindt zich de Koningsboschbreuk.

## Verenigingsleven
Koningsbosch heeft verschillende sport- en muziekverenigingen. Deze verenigingen geven optredens of begeleiden de mis in de O.L. Vrouwekerk te Koningsbosch. Onder andere zijn er de volgende sportverenigingen:
- Voetbalvereniging Conventus '03 (samen met Maria Hoop)
- Tennisvereniging Koningsbosch

Een aantal muziekverenigingen zijn:
- Harmonie "St. Cecilia" - Koningsbosch
- Gemengd Kerkelijk Zangkoor Koningsbosch
- Trommelkorps St. Joseph Koningsbosch
- Mannenkoor St. Caecilia Koningsbosch
- Zanggroep Mes Amis Koningsbosch

Overige verenigingen: 
- Scouting Christus-Koning (sinds 1955)

## Bekende Koningsbosschenaren
- Martin van der Borgh, wielrenner
- Jan Schröder, wielrenner

## Nabijgelegen kernen
Pey, Maria Hoop, Schalbruch, Havert, Höngen, Saeffelen, Breberen, Waldfeucht.